# Grzęda Smoleńsko-Moskiewska

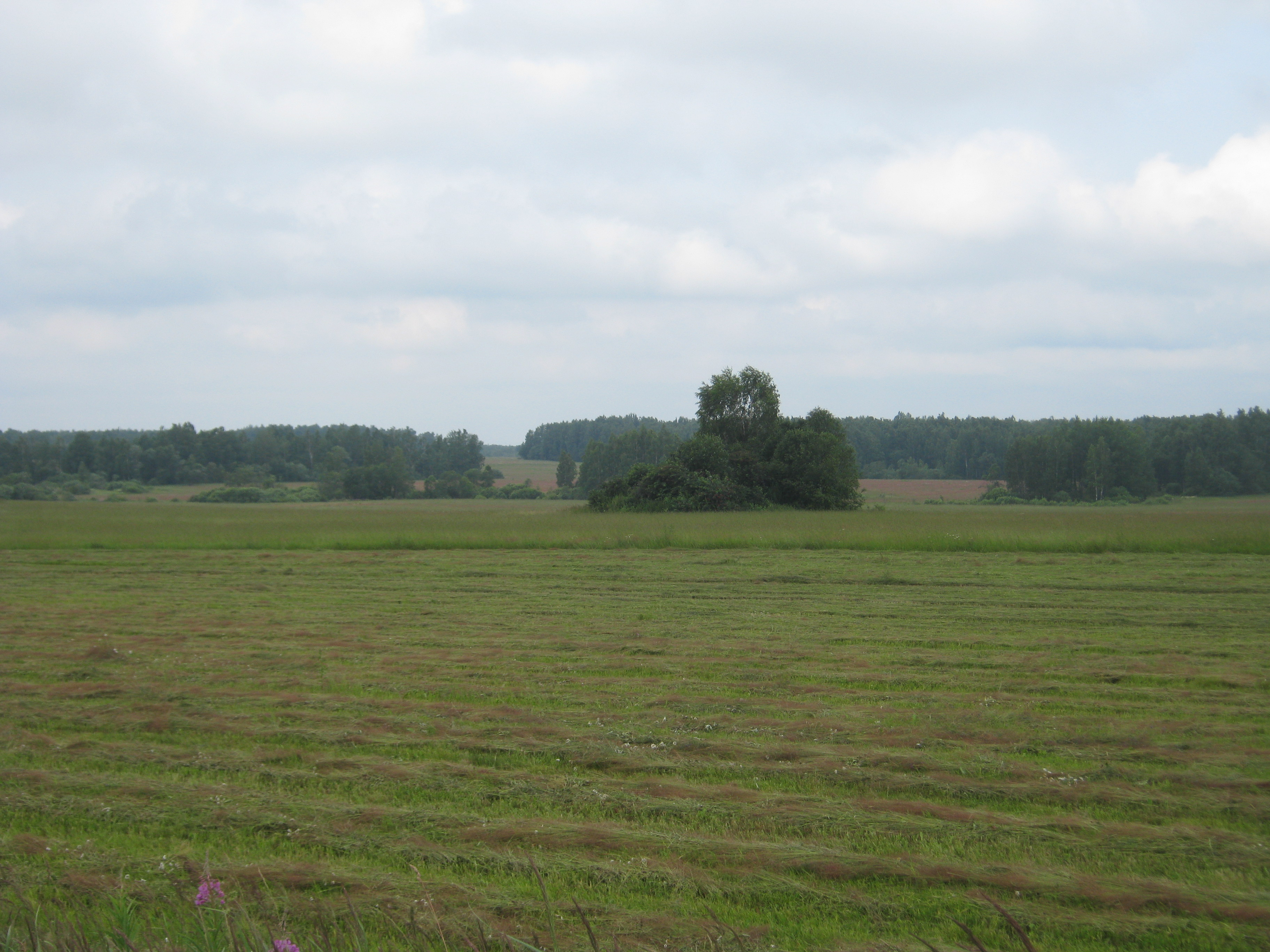

Grzęda Smoleńsko-Moskiewska (ros. Смоле́нско-Моско́вская возвы́шенность – Smolensko-Moskowskaja wozwyszennost’) – pasmo wzgórz w północnej części Niziny Wschodnioeuropejskiej. 
Grzęda Smoleńsko-Moskiewska rozciąga się na długości około 500 km z południowego zachodu na północny zachód od górnego Dniepru koło Orszy na Białorusi do okolic Włodzimierza nad górną Klaźmą. Stanowi wschodnie przedłużenie Grzędy Białoruskiej, z którą łączy ją Brama Smoleńska. W swej zachodniej części łączy się ze wzgórzami Wałdaj. Dzieli się na część zachodnią – Wyżynę Smoleńską i wschodnią – Wyżynę Moskiewską. 
Grzęda Smoleńsko-Moskiewska stanowi pas kopulastych wzgórz pochodzenia morenowego, silnie zniszczonych przez erozję. Najwyższy punkt – 320 m n.p.m. (na północny wschód od Wiaźmy). Wzgórza pokrywa przeważnie mieszany las z przewagą świerka i brzozy na glebach darniowych i ilastych. Liczne bagna i torfowiska. 
U zbiegu Grzędy i Wałdaju znajdują się źródła Dniepru. Wschodnia część Grzędy oddziela zlewnie górnej Wołgi na północy i Oki na południu. 